# تیم ملی فوتبال زیر ۱۷ سال ارمنستان
تیم ملی فوتبال زیر ۱۷ سال ارمنستان (ارمنی: Հայաստանի ֆուտբոլի Մ-۱۷ հավաքական) یا تیم ملی فوتبال نوجوانان ارمنستان نماینده فوتبال کشور ارمنستان در مسابقات نوجوانان اروپا و بین‌المللی است که زیر نظر اتحادیه فوتبال ارمنستان فعالیت می‌کند.